# Lista de ciclones tropicais formados no Atlântico fora da temporada

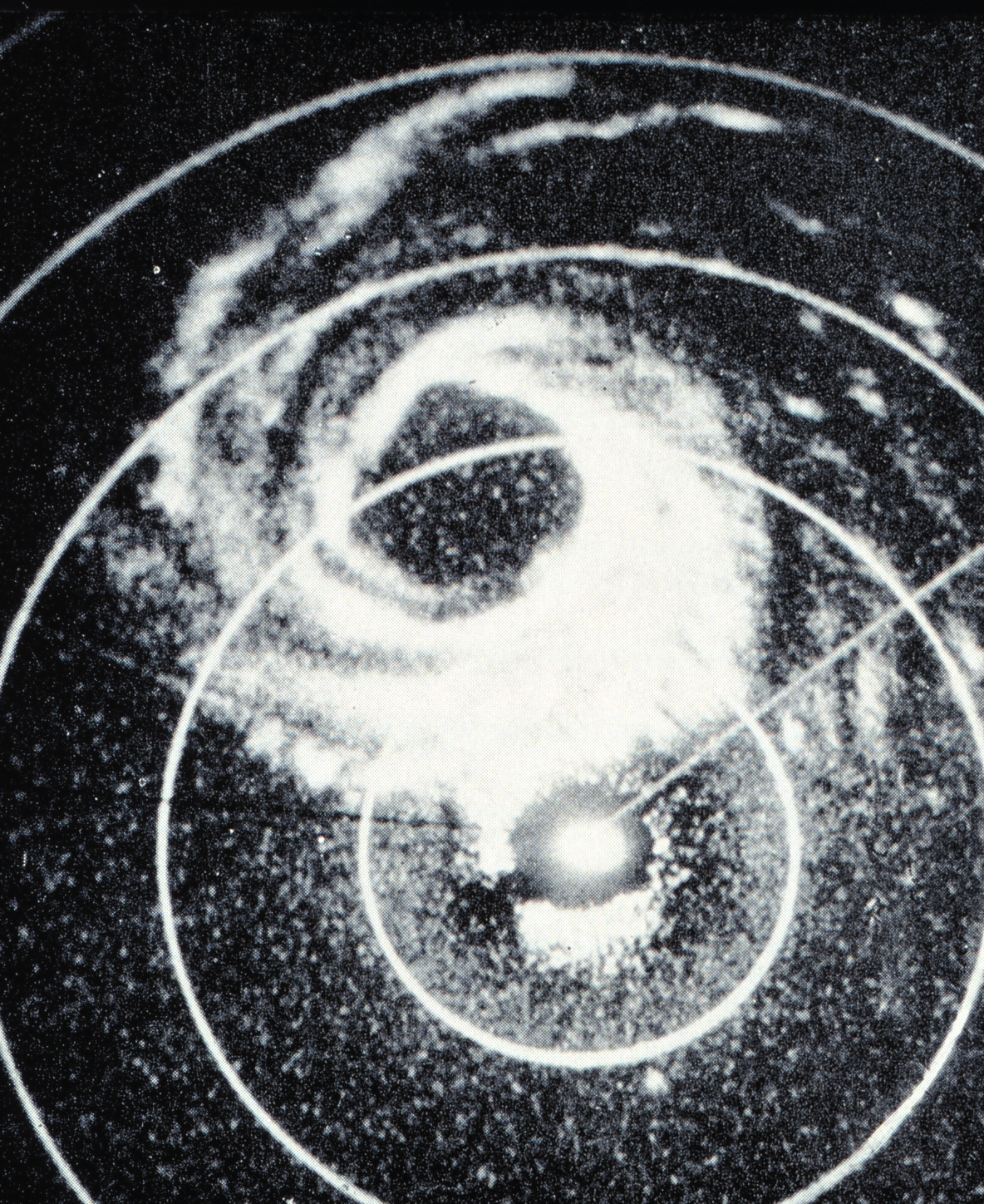
Imagem de radar do furacão Alice em 1955, o primeiro furacão do Atlântico Norte registado durante dois anos civis

Um ciclone tropical formado fora da temporada no Atlântico é um ciclone tropical ou ciclone subtropical que existiu na bacia Atlântica fora da temporada ou na época baixa de furacões na região oficial do Atlântico. A Administração Oceânica e Atmosférica Nacional atualmente define a temporada normal ocorrendo entre 1 de junho e 30 de novembro a cada ano de calendário, o qual é quando 97% de todos ciclones tropicais Atlânticos ocorrem. A atividade de topo está entendida para ocorrer entre agosto e outubro. No tempo fora de estação, as tempestades são mais prováveis de ocorrer em maio, com aproximadamente 60% de tais tempestades que ocorrem durante aquele mês. Ocasionalmente, ainda assim, as tempestades desenvolvem em ou persistem até dezembro. Quando de 2025, tem tido 87 ciclones de fora de estação no base de dados de furacões Atlânticos, o qual começou em 1851. Ademais, tinha seis tempestades antes de que 1851, e um furacão em 1863 que não está separada da base de dados oficial.
Os ciclones tropicais formados fora da temporada são mais susceptíveis de ocorrer na parte central para o oeste do Oceano Atlântico, e a maioria não faz landfall. Das tempestades que fizeram passagem por terra, as áreas mais afetadas são em torno do Mar do Caribe. Cumulativamente, pelo menos 441 mortes ocorreram devido às tempestades, principalmente nas ilhas de Ilha de São Domingos e Cuba; uma tempestade tropical em Maio de 1948 marcou a República Dominicana para se tornar a tempestade mais mortal fora da época. No entanto, um registo oficial do furacão em 1863 matou 110 pessoas, em um navio naufragado na Flórida e em terra. A mesma tempestade se estima ter atingido ventos de 165 km/h, tornando-o o mais forte furacão entre os meses de dezembro a Maio; o mais forte atualmente na base de dados oficial de março, o furacão em 1908, que chegou com ventos de 160 km/h. Além disso, o ciclone mais forte formado fora da temporada para fazer landfall nos Estados Unidos, foi a Tempestade Tropical Beryl em 2012, que chegou a terra perto de Praia de Jacksonville, Flórida, com ventos de 100 km/h. A tempestade mais recente fora de época é a tempestade tropical Bertha em maio de 2020.

## Antecedentes
Em 1938, o United States Weather Bureau começou a emitir avisos de ciclones tropicais como uma rede de observação colaborativa para cidades ao longo da costa dos EUA, e a estação foi definida entre 15 de junho e 15 de novembro. Em 1964, a temporada foi estendida para começar em 1 de junho e terminar em 30 de novembro que continua sendo a duração oficial da temporada. Cerca de 97% de todos os ciclones tropicais se formam nesse período, e a atividade geralmente atinge o pico entre agosto e outubro. Depois que a tempestade tropical Ana se formou em maio de 2015, o ex - presidente da Sociedade Meteorológica Americana, Marshall Shepherd, usou o Twitter para questionar se a temporada deveria começar mais cedo. James Franklin, do Centro Nacional de Furacões, acreditava que havia pouca vantagem em mudá-lo por causa da raridade de tempestades fora da estação, observando que as tempestades de maio só se formavam em média uma vez a cada seis anos desde o advento das imagens de satélite. Franklin opinou que a temporada poderia começar em 15 de maio com pouca dificuldade, coincidindo com o início da temporada de furacões no Pacífico, mas um início anterior seria mais caro e interferiria no trabalho fora de temporada.

## Cronologia
Os ciclones tropicais foram nomeados no Atlântico desde a temporada de furacões no Atlântico de 1947, e os ciclones subtropicais foram identificados no HURDAT desde 1968. O Centro Nacional de Furacões emite nomes para ciclones tropicais e subtropicais quando os seus ventos chegam a 63 km/h. Antes de 1950, as tempestades eram numeradas com base em sua aparência no banco de dados de furacões no Atlântico; as depressões tropicais não eram numeradas. Tempestades anteriores a 1851 não são oficiais e não fazem parte da melhor rota oficial do furacão no Atlântico.  Além disso, um furacão de maio de 1863, denominado "Amanda", foi incluído após ser redescoberto em 2013.
As velocidades do vento listadas são ventos sustentados médios máximos de um minuto e a pressão é a pressão barométrica mínima ; ciclones tropicais listados com N/A sob pressão indicam que não há pressão estimada conhecida. Para mortes, "Nenhum" indica que não houve relatórios de fatalidades; o número de mortos listados como "vários" significa que houve mortes relatadas, mas um total exato não está disponível. Tanto para mortes quanto para danos, N/A se refere a nenhum total conhecido, embora essas tempestades possam ter afetado a terra. Os totais dos danos são o dólar dos Estados Unidos do ano da tempestade.
| Nome      | Datas ativo                                   | Classificação máxima    | Velocidade de vento sustentados | Pressão                | Áreas afetadas                                                                     | Danos (USD)   | Fatalidades | Refs                 |
| --------- | --------------------------------------------- | ----------------------- | ------------------------------- | ---------------------- | ---------------------------------------------------------------------------------- | ------------- | ----------- | -------------------- |
| Sem Nome  | 23 – 24 de maio de 1771                       | Tempestade tropical     | ≥40 mph (65 km/h)               | Não especificado       | Cuba                                                                               | N/A           | Nenhum      | [ 8 ]                |
| Sem Nome  | 25 – 26 de maio de 1779                       | Tempestade tropical     | ≥40 mph (65 km/h)               | Não especificado       | Cuba                                                                               | N/A           | Nenhum      | [ 8 ]                |
| Sem Nome  | 28 de maio de 1794                            | Tempestade tropical     | ≥40 mph (65 km/h)               | Não especificado       | Cuba                                                                               | N/A           | Nenhum      | [ 8 ]                |
| Sem Nome  | 13 – 22 de dezembro de 1822                   | Furacão de categoria 1  | ≥75 mph (120 km/h)              | Não especificado       | Eastern Caribbean Sea                                                              | N/A           | Nenhum      | [ 8 ]                |
| Sem Nome  | 28 de maio –5 de junho de 1825                | ≥Furacão de categoria 1 | ≥75 mph (120 km/h)              | Não especificado       | Cuba, Costa Este dos Estados Unidos                                                | N/A           | 7           | [ 8 ] [ 9 ]          |
| Sem Nome  | 20 – 21 de maio de 1838                       | Tempestade tropical     | ≥40 mph (65 km/h)               | Não especificado       | Jamaica                                                                            | N/A           | Nenhum      | [ 8 ]                |
| "Amanda"  | 24 – 29 de maio de 1863                       | Furacão de categoria 2  | 105 mph (165 km/h)              | 975 hPa (28.79 inHg)   | Florida                                                                            | N/A           | 110         | [ 10 ]               |
| #1        | May 30, 1865                                  | Tempestade tropical     | 60 mph (95 km/h)                | Não especificado       | Caribbean Sea                                                                      | N/A           | Nenhum      | [ 11 ]               |
| #12       | 25 de novembro – 2 de dezembro de 1878        | Tempestade tropical     | 70 mph (115 km/h)               | Não especificado       | Lesser Antilles, Puerto Rico, Jamaica                                              | N/A           | Nenhum      | [ 11 ]               |
| #1        | 15 – 18 de maio de 1887                       | Tempestade tropical     | 70 mph (115 km/h)               | ≤997 hPa (29.44 inHg)  | Canadá Atlântico                                                                   | N/A           | Nenhum      | [ 6 ]                |
| #2        | 17 – 21 de maio de 1887                       | Tempestade tropical     | 60 mph (95 km/h)                | ≤1002 hPa (29.59 inHg) | Jamaica, Cuba, Bahamas                                                             | N/A           | Nenhum      | [ 6 ]                |
| #17       | 27 de novembro – 4 de dezembro de 1887        | Furacão de categoria 1  | 80 mph (130 km/h)               | Não especificado       | Bahamas                                                                            | N/A           | Nenhum      | [ 6 ]                |
| #18       | December 4 – 8, 1887                          | Furacão de categoria 1  | 80 mph (130 km/h)               | Não especificado       | Oceano Atlântico central                                                           | N/A           | Nenhum      | [ 6 ]                |
| #19       | 7 – 12 de dezembro de 1887                    | Tempestade tropical     | 60 mph (95 km/h)                | Não especificado       | Lesser Antilles, Colombia, Nicaragua                                               | N/A           | Nenhum      | [ 6 ]                |
| #1        | May 16 – 21, 1889                             | Furacão de categoria 1  | 80 mph (130 km/h)               | Não especificado       | Oceano Atlântico Ocidental                                                         | N/A           | Nenhum      | [ 6 ]                |
| #1        | May 27 – 29, 1890                             | Tempestade tropical     | 60 mph (95 km/h)                | Não especificado       | Cuba                                                                               | N/A           | 4           | [ 6 ] [ 12 ]         |
| Sem Nome  | 1 – 6 de maio de 1899                         | Depressão tropical      | 25 mph (35 km/h)                | 1010 hPa (29.83 inHg)  | Haiti, Cuba                                                                        | N/A           | Nenhum      | [ 6 ]                |
| #1        | 6 – 9 de marco 1908                           | Furacão de categoria 2  | 100 mph (160 km/h)              | ≤991 hPa (29.27 inHg)  | Antilhas Menores                                                                   | N/A           | Nenhum      | [ 6 ]                |
| #2        | May 24 – 31, 1908                             | Furacão de categoria 1  | 75 mph (120 km/h)               | 989 hPa (29.21 inHg)   | Carolina do Norte                                                                  | N/A           | Nenhum      | [ 6 ]                |
| Sem Nome  | 19 – 21 de fevereiro de 1911                  | Depressão tropical      | 35 mph (55 km/h)                | 1009 hPa (29.80 inHg)  | Oceano Atlântico central                                                           | N/A           | Nenhum      | [ 13 ]               |
| Sem Nome  | 22 – 24 de maio de 1911                       | Depressão tropical      | 35 mph (55 km/h)                | Não especificado       | Oceano Atlântico central                                                           | N/A           | Nenhum      | [ 13 ]               |
| Sem Nome  | 11 – 13 de dezembro de 1911                   | Depressão tropical      | 35 mph (55 km/h)                | 1005 hPa (29.68 inHg)  | Haiti, Cuba                                                                        | N/A           | Nenhum      | [ 13 ]               |
| Sem Nome  | 14 – 16 de abril de 1912                      | Depressão tropical      | 35 mph (55 km/h)                | Não especificado       | Atlântico central                                                                  | N/A           | Nenhum      | [ 13 ]               |
| Sem Nome  | 5 – 8 de maio de 1913                         | Depressão tropical      | 35 mph (55 km/h)                | 1003 hPa (29.62 inHg)  | Oceano Atlântico Norte                                                             | N/A           | Nenhum      | [ 13 ]               |
| Sem Nome  | 29 de abril – 2 de maio de 1915               | Depressão tropical      | 35 mph (55 km/h)                | 1003 hPa (29.62 inHg)  | Oceano Atlântico central                                                           | N/A           | Nenhum      | [ 6 ]                |
| #1        | May 13 – 16, 1916                             | Tempestade tropical     | 45 mph (75 km/h)                | 1004 hPa (29.65 inHg)  | Cuba, Florida                                                                      | N/A           | Nenhum      | [ 6 ]                |
| Sem Nome  | 12 – 15 de maio de 1922                       | Depressão tropical      | 35 mph (55 km/h)                | 1008 hPa (29.77 inHg)  | Nicaragua                                                                          | N/A           | Nenhum      | [ 6 ]                |
| #4        | 27 de Novembro – 1 de dezembro de 1925        | Tempestade tropical     | 65 mph (100 km/h)               | 995 hPa (29.39 inHg)   | Cuba, Costa Este dos Estados Unidos Bermudas, Açores                               | 3 000 000 $   | 73          | [ 6 ] [ 14 ] [ 15 ]  |
| #1        | 5 – 11 de maio de 1932                        | Tempestade tropical     | 65 mph (100 km/h)               | 995 hPa (29.39 inHg)   | República Dominicana                                                               | N/A           | Nenhum      | [ 16 ]               |
| #1        | May 14 – 19, 1933                             | Tempestade tropical     | 50 mph (85 km/h)                | 1001 hPa (29.56 inHg)) | Península de Iucatã                                                                | N/A           | Nenhum      | [ 17 ]               |
| #1        | 15 – 18 de maio de 1935                       | Tempestade tropical     | 60 mph (95 km/h)                | 1003 hPa (29.62 inHg)  | Ilha São Domingos                                                                  | N/A           | Nenhum      | [ 18 ]               |
| Sem Nome  | 21 – 26 de maio de 1936                       | Depressão tropical      | 35 mph (55 km/h)                | Não especificado       | Texas                                                                              | N/A           | Nenhum      | [ 19 ]               |
| #17       | 4 – 6 dezembro de 1936                        | Tempestade tropical     | 65 mph (100 km/h)               | 996 hPa (29.41 inHg)   | Oceano Atlântico Oriental                                                          | N/A           | Nenhum      | [ 19 ]               |
| #1        | 3 – 6 de janeiro de 1938                      | Furacão de categoria 1  | 80 mph (130 km/h)               | 992 hPa (29.29 inHg)   | Oceano Atlântico Oriental                                                          | N/A           | Nenhum      | [ 20 ]               |
| #1        | 19 – 24 de maio de 1940                       | Tempestade tropical     | 65 mph (100 km/h)               | <996 hPa (29.41 inHg)  | Oceano Atlântico Ocidental                                                         | N/A           | Nenhum      | [ 21 ]               |
| #1        | 22 – 28 de maio de 1948                       | Tempestade tropical     | 50 mph (85 km/h)                | 1004 hPa (29.65 inHg)  | Dominican Republic                                                                 | N/A           | 80          | [ 11 ] [ 12 ]        |
| #1        | 4 – 9 de janeiro de 1951                      | Tempestade tropical     | 65 mph (100 km/h)               | 997 hPa (29.44 inHg)   | Oceano Atlântico Ocidental                                                         | N/A           | Nenhum      | [ 11 ]               |
| Able      | 16 – 24 de maio de 1951                       | Furacão de categoria 1  | 90 mph (150 km/h)               | 973 hPa (28.73 inHg)   | Bahamas, Carolina do Norte                                                         | N/A           | Nenhum      | [ 22 ] [ 23 ]        |
| Depressão | 17 – 18 de maio de 1951                       | Depressão tropical      | 35 mph (55 km/h)                | 1008 hPa (29.77 inHg)  | Oceano Atlântico Ocidental                                                         | N/A           | Nenhum      | [ 6 ]                |
| #12       | 7 – 10 dezembro de 1951                       | Furacão de categoria 1  | 80 mph (130 km/h)               | 995 hPa (29.39 inHg)   | Açores                                                                             | N/A           | Nenhum      | [ 11 ]               |
| #1        | 2 – 3 de fevereiro de 1952                    | Tempestade tropical     | 70 mph (110 km/h)               | 990 hPa (29.24 inHg))  | Florida                                                                            | N/A           | Nenhum      | [ 11 ]               |
| Alice     | 25 de maio – 7 de junho de 1953               | Tempestade tropical     | 70 mph (115 km/h)               | 994 hPa (29.36 inHg)   | Cuba, Florida                                                                      | N/A           | 6           | [ 24 ] [ 6 ]         |
| Irene     | 7 – 9 de dezembro de 1953                     | Tempestade tropical     | 65 mph (100 km/h)               | ≤999 hPa (29.50 inHg)  | Oceano Atlântico central                                                           | N/A           | Nenhum      | [ 11 ]               |
| Depressão | 13 – 14 de dezembro de 1953                   | Depressão tropical      | 35 mph (55 km/h)                | Não especificado       | Antilhas Menores                                                                   | N/A           | Nenhum      | [ 6 ]                |
| Depressão | 27 – 28 de janeiro de 1954                    | Depressão subtropical   | 35 mph (55 km/h)                | 1010 hPa (29.83 inHg)  | Oceano Atlântico central                                                           | N/A           | Nenhum      | [ 6 ]                |
| Depressão | 19 – 25 de maio de 1954                       | Depressão tropical      | 35 mph (55 km/h)                | 1010 hPa (29.83 inHg)  | Oceano Atlântico Nordeste                                                          | N/A           | Nenhum      | [ 6 ]                |
| #1        | 28 – 30 de maio de 1954                       | Tempestade tropical     | 50 mph (85 km/h)                | ≤997 hPa (29.44 inHg)) | Carolina do Norte                                                                  | N/A           | Nenhum      | [ 11 ]               |
| Alice     | 30 de dezembro de 1954 – 6 de janeiro de 1955 | Furacão de categoria 1  | 90 mph (150 km/h)               | 980 hPa (28.94 inHg)   | Antilhas Menores                                                                   | 623 000 $     | Nenhum      | [ 25 ]               |
| #1        | 25 – 27 de maio de 1958                       | Tempestade tropical     | 60 mph (95 km/h)                | 999 hPa (29.50 inHg)   | Oceano Atlântico Ocidental                                                         | N/A           | Nenhum      | [ 11 ]               |
| Arlene    | 28 – 31 de maio de 1959                       | Tempestade tropical     | 65 mph (100 km/h)               | 993 hPa (29.32 inHg)   | Costa do Golfo dos Estados Unidos                                                  | 500 000 $     | 1           | [ 26 ]               |
| TD        | 30 de abril de 1962                           | Depressão tropical      | 35 mph (55 km/h)                | Não especificado       | Oceano Atlântico Ocidental                                                         | N/A           | Nenhum      | [ 27 ]               |
| #10       | 28 de novembro – 4 de dezembro de 1962        | Furacão de categoria 1  | 90 mph (150 km/h)               | 988 hPa (29.18 inHg)   | Sudeste dos Estados Unidos                                                         | N/A           | Nenhum      | [ 27 ]               |
| #10       | 29 de novembro – 2 de dezembro de 1965        | Tempestade tropical     | 50 mph (85 km/h)                | 999 hPa (29.50 inHg)   | Oceano Atlântico Ocidental                                                         | N/A           | Nenhum      | [ 27 ]               |
| #1        | 29 de maio – 2 de junho de 1969               | Depressão tropical      | 35 mph (55 km/h)                | Não especificado       | Oceano Atlântico Ocidental                                                         | N/A           | Nenhum      | [ 11 ]               |
| #2        | 29 – 30 de maio de 1969                       | Depressão tropical      | 35 mph (55 km/h)                | Não especificado       | Cuba                                                                               | N/A           | Nenhum      | [ 11 ]               |
| Alma      | 17 – 26 de maio de 1970                       | Furacão de categoria 1  | 80 mph (130 km/h)               | 993 hPa (29.33 inHg)   | Cuba, Florida                                                                      | N/A           | 8           | [ 28 ] [ 29 ]        |
| Alpha     | 23 – 29 de maio de 1972                       | Subtropical storm       | 70 mph (115 km/h)               | 991 hPa (29.27 inHg)   | Sudeste dos Estados Unidos                                                         | 100 000 $     | 2           | [ 11 ] [ 30 ] [ 31 ] |
| #1        | 18 – 21 de abril de 1973                      | Depressão tropical      | 30 mph (45 km/h)                | Não especificado       | Oceano Atlântico central                                                           | Nenhum        | Nenhum      | [ 11 ]               |
| #2        | 2 – 5 de maio de 1973                         | Depressão tropical      | 30 mph (45 km/h)                | Não especificado       | Oceano Atlântico central                                                           | Nenhum        | Nenhum      | [ 11 ]               |
| #3        | 19 – 20 de junho de 1974                      | Depressão tropical      | 30 mph (45 km/h)                | Não especificado       | Belize, México, Cuba Jamaica, Costa do Golfo dos Estados Unidos                    | N/A           | Nenhum      | [ 32 ] [ 33 ]        |
| #23       | 9 – 13 de dezembro de 1975                    | Tempestad subtropical   | 70 mph (115 km/h)               | 985 hPa (29.09 inHg)   | Oceano Atlântico Noroeste                                                          | N/A           | Nenhum      | [ 11 ]               |
| #1        | 21 – 25 de maio de 1976                       | Subtropical storm       | 50 mph (85 km/h)                | 994 hPa (29.36 inHg)   | Florida                                                                            | N/A           | Nenhum      | [ 11 ]               |
| #1        | 18 – 23 de janeiro de 1978                    | Subtropical storm       | 45 mph (75 km/h)                | 1002 hPa (29.59 inHg)  | Oceano Atlântico central                                                           | N/A           | Nenhum      | [ 11 ]               |
| Arlene    | 6 – 9 de maio de 1981                         | Tempestade tropical     | 60 mph (95 km/h)                | 999 hPa (29.50 inHg)   | Cuba, Bahamas                                                                      | N/A           | Nenhum      | [ 34 ]               |
| Lili      | 12 – 24 de dezembro de 1984                   | Furacão de categoria 1  | 80 mph (130 km/h)               | 980 hPa (28.94 inHg)   | Hispaniola                                                                         | N/A           | Nenhum      | [ 35 ]               |
| #14       | 7 – 9 de dezembro de 1985                     | Depressão tropical      | 35 mph (55 km/h)                | Não especificado       | Mar do Caribe Ocidental                                                            | N/A           | Nenhum      | [ 11 ]               |
| #1        | 24 de maio – 1 de junho de 1987               | Depressão tropical      | 35 mph (55 km/h)                | 1011 hPa (29.86 inHg)  | Bahamas                                                                            | N/A           | Nenhum      | [ 11 ]               |
| #1        | 31 de maio – 2 de junho de 1988               | Depressão tropical      | 35 mph (55 km/h)                | 1004 hPa (29.65 inHg)  | Cuba                                                                               | N/A           | 37          | [ 36 ] [ 37 ]        |
| Karen     | 28 de novembro – 4 de dezembro de 1989        | Tempestade tropical     | 60 mph (95 km/h)                | 1000 hPa (29.53 inHg)  | Cuba                                                                               | N/A           | Nenhum      | [ 38 ]               |
| #1        | 24 – 27 de dezembro de 1990                   | Depressão tropical      | 35 mph (55 km/h)                | 1007 hPa (29.74 inHg)  | Cuba, Florida                                                                      | Nenhum        | Nenhum      | [ 39 ]               |
| Um        | 21 – 24 de abril de 1992                      | Subtropical storm       | 50 mph (85 km/h)                | 1002 hPa (29.59 inHg)  | Oceano Atlântico central                                                           | Nenhum        | Nenhum      | [ 40 ]               |
| #1        | 31 de maio – 3 de junho de 1993               | Depressão tropical      | 35 mph (55 km/h)                | 999 hPa (29.50 inHg)   | Cuba, Florida                                                                      | Nenhum        | 20          | [ 41 ]               |
| Nicole    | 24 de novembro – 1 de dezembro de 1998        | Furacão de categoria 1  | 85 mph (140 km/h)               | 979 hPa (28.91 inHg)   | Oceano Atlântico noroeste                                                          | Nenhum        | Nenhum      | [ 42 ]               |
| Olga      | 24 de novembro – 6 de dezembro de 2001        | Furacão de categoria 1  | 90 mph (150 km/h)               | 973 hPa (28.73 inHg)   | Oceano Atlântico Ocidental                                                         | Nenhum        | Nenhum      | [ 43 ]               |
| Ana       | 20 – 24 de abril de 2003                      | Tempestade tropical     | 60 mph (95 km/h)                | 994 hPa (29.36 inHg)   | Florida                                                                            | Nenhum        | 2           | [ 44 ]               |
| Odette    | 4 – 7 de dezembro de 2003                     | Tempestade tropical     | 65 mph (100 km/h)               | 993 hPa (29.33 inHg)   | Hispaniola                                                                         | 8 000 000 $   | 10          | [ 44 ] [ 45 ]        |
| Peter     | 7 – 11 de dezembro de 2003                    | Tempestade tropical     | 70 mph (115 km/h)               | 990 hPa (29.24 inHg)   | Oceano Atlântico este                                                              | Nenhum        | Nenhum      | [ 44 ]               |
| Otto      | 29 de novembro – 3 de dezembro de 2004        | Tempestade tropical     | 50 mph (85 km/h)                | 995 hPa (29.39 inHg)   | Oceano Atlântico central                                                           | Nenhum        | Nenhum      | [ 46 ]               |
| Epsilon   | 29 de novembro – 8 de dezembro de 2005        | Furacão de categoria 1  | 85 mph (140 km/h)               | 981 hPa (28.97 inHg)   | Oceano Atlântico central                                                           | Nenhum        | Nenhum      | [ 47 ]               |
| Zeta      | 30 de dezembro de 2005 – 7 de janeiro de 2006 | Tempestade tropical     | 65 mph (100 km/h)               | 994 hPa (29.36 inHg)   | Oceano Atlântico central                                                           | Nenhum        | Nenhum      | [ 47 ]               |
| Andrea    | 9 – 11 de maio de 2007                        | Tempestade subtropical  | 60 mph (95 km/h)                | 1001 hPa (29.56 inHg)  | Sudoeste dos Estados Unidos                                                        | Minímo        | 6           | [ 48 ]               |
| Olga      | 11 – 12 de dezembro de 2007                   | Tempestade tropical     | 60 mph (95 km/h)                | 1003 hPa (29.62 inHg)  | Antilles Maiores                                                                   | 45 000 000 $  | 40          | [ 48 ] [ 49 ]        |
| Arthur    | 31 de maio – 2 de junho de 2008               | Tempestade tropical     | 45 mph (75 km/h)                | 1004 hPa (29.65 inHg)  | Belize, Península de Iucatã                                                        | 78 000 000 $  | 9           | [ 50 ]               |
| #1        | 28 – 29 de maio                               | Depressão tropical      | 35 mph (55 km/h)                | 1006 hPa (29.71 inHg)  | Oceano Atlântico Ocidental                                                         | Nenhum        | Nenhum      | [ 51 ]               |
| Alberto   | 19 – 22 de maio de 2012                       | Tempestade tropical     | 60 mph (95 km/h)                | 995 hPa (29.39 inHg)   | South Carolina, North Carolina, Georgia                                            | Minímo        | Nenhum      | [ 52 ]               |
| Beryl     | 26 – 30 de maio de 2012                       | Tempestade tropical     | 70 mph (115 km/h)               | 992 hPa (29.29 inHg)   | Florida, Georgia, Cuba, Bahamas                                                    | 148 000 $     | 3           | [ 1 ] [ 53 ]         |
| Sem nome  | 5 – 7 de dezembro de 2013                     | Tempestade subtropical  | 50 mph (85 km/h)                | 997 hPa (29.44 inHg)   | Açores                                                                             | Nenhum        | Nenhum      | [ 54 ]               |
| Ana       | 8 – 11 de maio de 2015                        | Tempestade tropical     | 60 mph (95 km/h)                | 998 hPa (29.47 inHg)   | Sudoeste dos Estados Unidos                                                        | Minímo        | 2           | [ 55 ]               |
| Alex      | 12 – 15 de janeiro de 2016                    | Furacão de categoria 1  | 85 mph (140 km/h)               | 981 hPa (28.7 inHg)    | Bermuda, Açores                                                                    | Minímo        | 1           | [ 56 ]               |
| Bonnie    | 27 de maio – 4 de junho de 2016               | Tempestade tropical     | 45 mph (75 km/h)                | 1006 hPa (29.71 inHg)  | Sudeste dos Estados Unidos, Bahamas                                                | 640 000 $     | 2           | [ 57 ]               |
| Arlene    | 19 – 21 de abril de 2017                      | Tempestade tropical     | 50 mph (85 km/h)                | 990 hPa (29.23 inHg)   | Oceano Atlântic Central                                                            | Nenhum        | Nenhum      | [ 58 ]               |
| Alberto   | 25 – 31 de maio de 2018                       | Tempestade tropical     | 65 mph (100 km/h)               | 990 hPa (29.23 inHg)   | Península de Iucatã, Cuba, Sudoeste dos Estados Unidos                             | 125 000 000 $ | 18          | [ 59 ]               |
| Andrea    | 20-21 maio de 2019                            | Tempestade subtropical  | 40 mph (65 km/h)                | 1006 hPa (29.71 inHg)  | Bermuda                                                                            | Nenhum        | 0           | [ 60 ]               |
| Arthur    | 16 – 19 de maio de 2020                       | Tempestade tropical     | 60 mph (95 km/h)                | 991 hPa (29.27 inHg)   | Florida, Bahamas, Carolina do Norte, Bermuda                                       | Minímo        | Nenhum      |                      |
| Bertha    | 27 – 28 de maio de 2020                       | Tempestade tropical     | 50 mph (80 km/h)                | 1004 hPa (29.65 inHg)  | Bahamas, Florida, Geórgia, As Carolinas, Virgínia, Virgínia Ocidental, Pensilvânia | Minímo        | Nenhum      |                      |

## Registos e estatísticas

Tempestade tropical Odette no mar do Caribe em dezembro de 2003

Na base de dados oficial de furacões no Atlântico, que data de 1851, a primeira tempestade a ocorrer fora da atual temporada foi em 1865 no Mar do Caribe. Na base de dados, 87 ciclones tropicais ou subtropicais existiram entre dezembro e maio, a mais recentemente a tempestade tropical Bertha em 2020. Além disso, ocorreram pelo menos cinco tempestades em maio e outra em dezembro antes do início da base de dados oficial.
As tempestades eram mais prováveis de ocorrer em maio, seguidas por dezembro. De todas as tempestades registadas na base dados, apenas um ciclone foi registado no mês de março; o furacão de março de 1908, bem como uma tempestade tropical em fevereiro, que foi a tempestade do Dia da Marmota de 1952. Além disso, apenas três ciclones tropicais ou subtropicais se formaram em abril de 2013; uma tempestade subtropical em 1992, a tempestade tropical Ana de 2003 e a tempestade tropical Arlene de 2017. Um furacão em 1938, uma tempestade tropical em 1951, uma tempestade subtropical em 1978 e o furacão Alex de 2016 ocorreram em janeiro. De todos os ciclones durante a época baixa, o furacão Lili em 1984 foi o mais longo, com um total de 12 dias. O furacão Epsilon, que se formou em novembro, manteve o status de furacão por cinco dias em dezembro de 2005, mais do que qualquer outra tempestade em dezembro; o recorde anterior era de dois dias e meio, estabelecido pelo furacão Lili em 1984. Além disso, o furacão Alice em 1954–1955 e a tempestade tropical Zeta em 2005–2006 foram os únicos ciclones registados que duraram dois anos civis.
Das tempestades de fora da temporada que atingiram a terra, partes do Caribe foram as mais afetadas. O furacão Alice foi o único dos ciclones a atingir a terra como um furacão, atingindo as ilhas do norte das Pequenas Antilhas ; causou fortes chuvas no local e danos moderados.  Nenhum furacão já atingiu a costa dos Estados Unidos durante o mês de dezembro, embora em um ponto se acredite que uma tempestade em 1925 tenha causado isso. Um século antes, um furacão formou-se no oeste do Caribe e atingiu a Flórida antes de 3 de junho, que foi a data mais antiga para a chegada de um furacão nos Estados Unidos. No entanto, houve um furacão não oficial em 1863 que atingiu o panhandle da Flórida, matando 110 pessoas.  A tempestade oficial mais mortal fora de temporada foi uma tempestade tropical em maio de 1948, que matou 80 pessoas na República Dominicana.
O ano com o maior número de tempestades fora de temporada foi 1887, com um total de cinco existentes fora da temporada. A temporada de 1951 teve quatro, uma das quais uma depressão. Vários outros tiveram três ciclones tropicais, dos quais apenas 2003 tiveram três tempestades tropicais. As temporadas de 1908 e 1951 foram as únicas com dois furacões formando-se entre estações. Em sete temporadas, ocorreram tempestades tanto antes do início da temporada quanto após o término da temporada, sendo as de 1887, 1911, 1951, 1953, 1954, 2003 e 2007 ; todos, exceto 1911, tiveram ciclones tropicais com pelo menos status de tempestade tropical antes e depois da temporada. O maior número de anos consecutivos a apresentar pelo menos uma tempestade na pré-temporada foi 6, entre 2015 e 2020.

## Estatísticas mensais
| \| Mês da formação \| Número da tempestades registadas \| \| --------------- \| ---------------------------------- \| \| Janeiro \| 4 \| \| Fevereiro \| 2 \| \| Março \| 1 \| \| Abril \| 7 \| \| Maio \| 52 \| \| Novembro \| 10 \| \| Dezembro \| 17 \| \| Total \| 93 \| \| Fonte \| Hurricane Research Division[11][6] \| |                                  |
| Mês da formação | Número da tempestades registadas |
| Janeiro | 4                                |
| Fevereiro | 2                                |
| Março | 1                                |
| Abril | 7                                |
| Maio | 52                               |
| Novembro | 10                               |
| Dezembro | 17                               |
| Total | 93                               |
| Fonte | Hurricane Research Division      |